# ريان برادلي
ريان برادلي (بالإنجليزية: Ryan Bradley)‏ هو متزلج فني أمريكي، ولد في 17 نوفمبر 1983 في سانت جوزيف في الولايات المتحدة.

## وصلات خارجية
- ريان برادلي على موقع الاتحاد الدولي للتزلج (الإنجليزية)